# Dix Hills
Dix Hills és una concentració de població designada pel cens dels Estats Units a l'estat de Nova York. Segons el cens del 2000 tenia 26.024 habitants.

## Demografia
Segons el cens del 2000, Dix Hills tenia 26.024 habitants, 7.952 habitatges, i 7.236 famílies. La densitat de població era de 630 habitants per km².
Dels 7.952 habitatges en un 44,8% hi vivien nens de menys de 18 anys, en un 82,1% hi vivien parelles casades, en un 6,1% dones solteres, i en un 9% no eren unitats familiars. En el 7,1% dels habitatges hi vivien persones soles el 3% de les quals corresponia a persones de 65 anys o més que vivien soles. El nombre mitjà de persones vivint en cada habitatge era de 3,25 i el nombre mitjà de persones que vivien en cada família era de 3,39.
Per edats la població es repartia de la següent manera: un 28,5% tenia menys de 18 anys, un 5,5% entre 18 i 24, un 27,1% entre 25 i 44, un 28,8% de 45 a 60 i un 10,1% 65 anys o més.
L'edat mediana era de 39 anys. Per cada 100 dones de 18 o més anys hi havia 94,7 homes.
La renda mediana per habitatge era de 104.160 $ i la renda mediana per família de 108.081 $. Els homes tenien una renda mediana de 78.230 $ mentre que les dones 42.361 $. La renda per capita de la població era de 41.426 $. Entorn del 2,1% de les famílies i el 2,9% de la població estaven per davall del llindar de pobresa.